# Dobroești (gmina)
Dobroești – gmina w centralnej części okręgu Ilfov w Rumunii. W skład gminy wchodzą wsie: Dobroești i Fundeni. W 2011 roku liczyła 9325 mieszkańców.